# Jean de Gisors
Jean de Gisors (1133-1220) fue un noble anglonormando fundador de la ciudad de Portsmouth. Era el señor de la fortaleza de Gisors, donde se celebró en 1188 una reunión entre los reyes de Inglaterra y Francia para resolver una extraña historia sobre la tala de un olmo: al parecer, ocurrió una disputa entre Felipe II de Francia y Enrique II de Inglaterra y las tropas inglesas se refugiaron bajo el olmo que el rey de Francia taló. No se conoce el significado completo de esta historia.
Hasta 1193, Jean de Gisors era vasallo de Enrique II y de Felipe II, tenía posesiones en Sussex y era el señor de Titchfield en Hampshire. Entre 1170 y 1180 compró a la familia Porte el señorío Buckland (también en Hampshire) donde fundó Portsmouth, siguiendo el plano tradicional en cuadrícula que aún subsiste en el barrio antiguo de la ciudad.
Uno de los primeros actos ordenados por Gisors en Portsmouth fue la donación de tierras a los agustinos a fin de que pudieran construir una capilla «para el honor del glorioso mártir Tomás de Canterbury, que fue arzobispo en (mi) la tierra que se llama Sudewede, en la isla de Portsea». Esta iglesia de Santo Tomás de Canterbury se convirtió en la catedral de Portsmouth.
Tras su apoyo a una rebelión sin éxito en Normandía en 1193, pagó el precio de perder todas sus tierras, incluyendo Portsmouth, ante Ricardo I de Inglaterra.
En 1164 se le involucró en un bulo, como supuesto primer Gran Maestre del Priorato de Sion.